# Peter Wells (Schachspieler)
Peter Kenneth Wells (* 17. April 1965 in Portsmouth) ist ein britischer Schachspieler und -autor.
Er erlangte 1987 den Titel eines Internationalen Meisters und wurde 1994 Großmeister. In den Jahren 1978, 1979 und 1980 gewann er in verschiedenen Altersklassen die Britischen Jugendmeisterschaften. Darüber hinaus wurde er 2002, 2003 und 2007 Britischer Meister im Schnellschach.
Sein Schaffen als Schachautor umfasst bisher insbesondere Werke zu verschiedenen Eröffnungen.

## Nationalmannschaft
An der Schacholympiade 2004 in Calvià nahm Peter Wells für die englische Nationalmannschaft am zweiten Reservebrett teil, während der Schacholympiade 2014 in Tromsø fungierte er als Team Captain der englischen Auswahl. Bei den Europäischen Mannschaftsmeisterschaften 2003 und 2005 spielte er jeweils am vierten Brett.

## Vereine
In der britischen Four Nations Chess League (4NCL) spielte Peter Wells in der Saison 1993/94 für den Barbican Chess Club, von 1996 bis 2004 für den Slough Chess Club beziehungsweise die Sambuca Sharks, mit denen er in den Spielzeiten 1998/99 und 1999/2000 den Wettbewerb gewann, von 2005 bis 2007 für Hilsmark Kingfisher und seit 2008 für die Mannschaft von White Rose Chess, mit der er auch zweimal am European Club Cup teilnahm.
In der deutschen Bundesliga war er in der Saison 1988/89 für den SC Kreuzberg, von 1996 bis 2000 für den SK Passau und in der Saison 2013/14 für den SC Viernheim im Einsatz. In Österreich spielte er in der Staatsliga beziehungsweise Bundesliga von 1997 bis 2005 für den ESV Austria Graz, mit dem er die Schachstaatsliga A 2002/03 gewann, sowie in der Saison 2009/10 für Union Styria Graz. In der niederländischen Meesterklasse war er von 2000 bis 2002 für Schaakstad Apeldoorn beziehungsweise das BIS Beamer Team aktiv, in Ungarn bis 2001 für Honvéd Budapest. Mit Honvéd nahm er viermal am European Club Cup teil und belegte 1995 den zweiten Platz.

## Werke (Auswahl)
- The Complete Semi-Slav. New York 1994
- Piece Power. London 1994
- The Scotch Game. London 1998
- Winning With the Trompowsky. London 2004
- Chess Explained – The Queen's Indian. London 2006
- Grandmaster Secrets – The Caro-Kann. London 2007